# Neotame

Neotame.

Neotame o neotamo es un edulcorante artificial manufacturado por NutraSweet que es entre 8,000 y 13,000 veces más dulce que el azúcar. Neotame es moderadamente estable al calor y extremadamente potente, y no representa peligro para los que sufren de fenilcetonuria, ya que no se metaboliza en fenilalanina. El neotame es metabolizado rápidamente, eliminado completamente, y no se acumula en el organismo. El más importante proceso metabólico es la hidrólisis del metil éster por las esterasas presentes en todo el cuerpo, la cual produce neotame deesterificado y metanol. Debido a que sólo se necesitan cantidades muy pequeñas de neotame para endulzar los alimentos, la cantidad de metanol derivada del neotame es muy pequeña en relación con la derivada de los alimentos comunes, tales como frutas y jugos de vegetales. 
Debido a la presencia del grupo 3,3 dimetilbutil, las peptidasas, que típicamente romperían la unión del péptido entre las mitades de ácido aspártico y fenilalanina, quedan esencialmente bloqueadas, reduciendo así la disponibilidad de la fenilalanina.
Después de revisar los resultados de más de 100 estudios científicos efectuados con neotame, entidades regulatorias de diferentes países, como la Administración de Alimentos y Medicinas de los Estados Unidos (FDA), la Autoridad Reguladora de Alimentos de Australia y Nueva Zelanda, y la Secretaría de Salud de México, afirmaron su seguridad y funcionalidad al otorgar la aprobación para el uso general del neotame como endulzante y acentuador de sabor en alimentos y bebidas.
Investigaciones sobre los riesgos
El azúcar o sacarosa, endulzante clásico, tiene un rival de temer, que es 8.000 veces más dulce. Se llama neotamo o neotame y es un edulcorante, ahora, de uso extendido sobre todo en confitería: tortas, bebidas refrescantes, golosinas y chicles. 
Ahora, según una investigación científica, el neotamo puede acarrear severos problemas en el intestino, según una investigación científica, publicada en Frontiers in Nutrition.
Según la publicación, "estudios recientes han indicado riesgos considerables para la salud asociados con el consumo de edulcorantes artificiales. El neotamo es un edulcorante relativamente nuevo en el mercado mundial; no obstante, todavía hay datos limitados sobre el impacto del neotamo en el epitelio intestinal o la microbiota comensal". 
Advierte el artículo que el edulcorante se escribe en las etiquetas como E961 y es posible que genere "que las bacterias sanas enfermen e invadan la pared intestinal, lo que podría causar una ruptura de la barrera epitelial". 
El experto Havovi Chichger, al frente del estudio de la Universidad Anglia Ruskin (Reino Unido), sostiene que "esto puede provocar una serie de posibles problemas de salud, como diarrea, inflamación intestinal e incluso infecciones como septicemia. Incluso, el consumo de neotamo en pequeñas cantidades puede provocar síndrome del intestino irritable, resistencia a la insulina y sepsis". Edulcorante peligroso: 8.000 veces más dulce y dañino para el intestino - MDZ Online (mdzol.com)